# CLOUD 9
『CLOUD 9』（クラウド・ナイン）は、2012年7月11日に発売された山根康広22枚目のシングル。発売元はTSUBASA RECORDS。

## 概要
前作「林檎の木」から約1年8ヶ月ぶりとなる、デビュー20周年記念シングル。タイトルチューン「CLOUD9」は、「昔、雲の上には神様がいるとされ、9つに分類された雲の最上位にいる幸福感・高揚感を表現する言葉」で、自身が「大切な絆を結ぶ今こそ伝えたい大切にしたい想いを込めた」メッセージ・ソング。
2012年7月15日付オリコンデイリーランキングで8位、ウィークリーランキングでは22位を獲得、16年振りに上位チャートインとなる。
初回限定盤と通常盤でジャケット写真デザインとC/W曲が異なり、初回限定盤のみ「20年間の軌跡を振り返る」豪華ブックレットが封入された。
発売前日に山根の公式YouTubeでミュージック・ビデオが公開された
2007年に移籍したTSUBASA RECORDSからの最後のシングルとなった。

## 収録曲
全曲共通：作詞・作曲・編曲：山根康広
【初回限定盤】
1. CLOUD 9（6:02）[2]
2. 唇よ愛をさけべ（4:38）[2]
3. CLOUD 9（Instrumental）（6:02）[2]
4. 唇よ愛をさけべ（Instrumental）（4:37）[2]

【通常盤】
1. CLOUD 9（6:02）[3]
2. オーロラ（5:20）[3]
3. CLOUD 9 （Instrumental）（6:02）[3]
4. オーロラ（Instrumental）（5:18）[3]